# San Luis, Pampanga

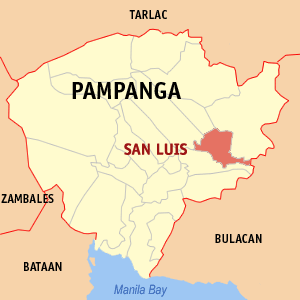
Bản đồ Pampanga với vị trí của San Luis

San Luis là một đô thị hạng 4 ở tỉnh Pampanga, Philippines. Theo điều tra dân số năm 2000, đô thị này có dân số 41.554 người trong 7.321 hộ.

## Barangay
San Luis được chia thành 17 barangay.
| - San Agustin - San Carlos - San Isidro - San Jose - San Juan - San Nicolas - San Roque - San Sebastian - Santa Catalina | - Santa Cruz Pambilog - Santa Cruz Poblacion - Santa Lucia - Santa Monica - Santa Rita - Santo Niño - Santo Rosario - Santo Tomas |